# Hannon (żeglarz)

Mapa wyprawy Hannona

Hannon (stgr. Ἄννων) – dowódca wyprawy morskiej wzdłuż wybrzeży Afryki Zachodniej żyjący prawdopodobnie w V wieku p.n.e., król Kartagińczyków.
Wyruszył na czele floty przez Cieśninę Gibraltarską i poruszał się wzdłuż wybrzeża, zabierając po drodze przewodników i tłumaczy. Według niektórych interpretacji dotarł do terenów dzisiejszego Gabonu lub Kamerunu, inne interpretacje wskazują raczej na Gwineę lub Sierra Leone.
Powrócił do Kartaginy z bogatym ładunkiem kości słoniowej, afrykańskiej broni i skór egzotycznych zwierząt.
Wyczyn Hannona chciał powtórzyć w II wieku p.n.e. Eudoksos z Kyzikos, lecz musiał zawrócić z powodu buntu załogi.

## PeriplusHannona
Tekst wyryty na brązowej tablicy w Kartaginie, zachowany dzięki greckiej kopii.

Podróż Hannona, króla Kartagińczyków, do krajów libijskich poza Słupami
Heraklesa, której opis wyryto na tabliczce jako wotum dla świątyni Kronosa [Baala], ujawniając takie sprawy.
I. Kartagińczycy postanowili, że Hannon popłynie poza Słupy Heraklesa i założy miasta Libofenicjan. Udał się przeto w podróż z 60 statkami po 50 wioseł każdy, z około trzema tysiącami mężczyzn i kobiet, żywnością i innymi niezbędnymi rzeczami.
II. Po przebyciu Słupów Heraklesa i dwudniowej żegludze założyliśmy pierwsze miasto, które nazwaliśmy Thymiaterion. Wokół niego była obszerna równina.
III. Kierując się następnie na zachód, przybyliśmy do Soloeis, przylądka w Libii, który pokrywają drzewa.
IV. Założywszy tam świątynię Posejdona płynęliśmy przez pół dnia w kierunku wschodnim i przybyliśmy do laguny niedaleko morza, zarośniętej wielką ilością wysokich trzcin, gdzie były słonie i wiele innych dzikich zwierząt.
V. Przebywszy tę lagunę, założyliśmy na wybrzeżu, w odległościach jednego
dnia drogi, miasta nazwane Karikon Teichos, Gytte, Akra, Melitta i Arambys.
VI. Wyruszywszy stamtąd, przybyliśmy nad wielką rzekę Lixus, która płynie z Libii. Niedaleko koczownicy zwani Liksytami paśli swoje stada. Zostaliśmy z nimi jakiś czas i zawarliśmy przyjaźń.
VII. Dalej, w głębi kraju, mieszkali niegościnni Etiopowie, w kraju pełnym dzikich zwierząt, wśród wielkich gór. Mówią oni, że Lixus bierze początek w tych górach i że mieszkają w nich Troglodyci o dziwnym wyglądzie, którzy według Liksytów potrafią biec szybciej niż konie.
VIII. Wziąwszy spośród Liksytów tłumaczy, udaliśmy się na południe, wzdłuż pustyni, płynąc dwa dni, a potem jeden dzień na wschód. Znaleźliśmy wysepkę o obwodzie pięciu stadiów, w głębi zatoki. Zostawiliśmy tam kolonistów i nazwaliśmy wyspę Cerne. Sądziliśmy, że znajduje się w miejscu przeciwległym Kartaginie, ponieważ droga z Kartaginy do Słupów i od Słupów do Cerne wydawała się podobna.
IX. Stamtąd, przebywając wielką rzekę Chretes, dopłynęliśmy do jeziora, na którym znajdowały się trzy wyspy większe niż Cerne. O dzień drogi od tego miejsca dotarliśmy do końca jeziora, gdzie wznoszą się wysokie góry pełne dzikusów odzianych w skóry zwierzęce, którzy rzucali kamieniami i nie pozwolili nam wylądować.
X. Wyruszywszy stamtąd, dotarliśmy do innej rzeki, wielkiej i szerokiej, pełnej krokodyli i hipopotamów. Tam zawróciliśmy i powróciliśmy do Cerne.
XI. Stamtąd płynęliśmy przez dwanaście dni na południe wzdłuż wybrzeża zamieszkałego przez Etiopów, którzy nie stawiali nam czoła, ale uciekali przed nami. Ich język był niezrozumiały nawet dla naszych Liksytów.
XII. Ostatniego dnia zarzuciliśmy kotwicę koło wysokich gór pokrytych wonnymi i różnobarwnymi drzewami.
XIII. Okrążywszy te góry, w ciągu dwu dni dotarliśmy do wielkiej zatoki, po drugiej stronie której była równina, gdzie w nocy widzieliśmy małe i duże ognie zapalające się co chwila, czasem więcej, czasem mniej.
XIV. Zaopatrzywszy się w wodę, płynęliśmy przez pięć dni wzdłuż wybrzeża, aż przybyliśmy do wielkiej zatoki, którą nasi tłumacze nazwali Rogiem Zachodnim. Była tam wielka wyspa, na wyspie słone jezioro, a na nim jeszcze inna wyspa, na której wylądowaliśmy. W dzień widzieliśmy tylko las, ale w nocy pojawiły się liczne ognie i słyszeliśmy dźwięki piszczałek, cymbałów i bębnów oraz wielki gwar głosów. Przejął nas strach i wróżbici poradzili opuścić wyspę.
XV. Odpłynęliśmy w pośpiechu i zbliżyliśmy się do płonącego wybrzeża pełnego dymu. Wielkie strumienie ognia spływały do morza, a do ziemi nie można było się zbliżyć z powodu gorąca.
XVI. Przejęci lękiem ruszyliśmy pospiesznie i przez cztery dni drogi widzieliśmy nocą ziemię pełną płomieni. Pośrodku był płomień wyższy od innych, który zdawał się sięgać gwiazd. W dzień widać było, że to wysoka góra, zwana Wozem Bogów.
XVII. Stamtąd, żeglując przez trzy dni wzdłuż strumieni ognia, dotarliśmy do zatoki zwanej Rogiem Południowym.
XVIII. W głębi tej zatoki była wyspa, taka jak poprzednia, z jeziorem i wyspą na nim, pełna dzikusów. Kobiety były o wiele liczniejsze, miały ciało pokryte włosem, a nasi tłumacze nazywali je gorylami. Nie byliśmy w stanie złapać żadnego samca, ponieważ skacząc po skałach uciekały i broniły się rzucając kamienie. Złapaliśmy za to trzy kobiety, które gryzły i drapały tych, którzy je nieśli, nie chcąc iść za nimi. Zabiliśmy je i zdarliśmy z nich skóry, które przewieźliśmy do Kartaginy. Ponieważ żywność się już skończyła, nie płynęliśmy dalej.

### Interpretacja toponimów
- rzeka Lixus – Wadi Dara[7]
- rzeka Chretes – Senegal[8][9]
- rzeka „pełna krokodyli i hipopotamów” – Senegal[7] , Gambia lub Sewa[9]
- Róg Zachodni – Zatoka Beninu[4]